# Augusto Miranda y Godoy
Augusto Miranda y Godoy (Archidona, 27 maggio 1855 – Santiago de Compostela, 28 aprile 1920) è stato un ammiraglio, politico e scrittore spagnolo, che fu Ministro della marina nei governi presieduti da Eduardo Dato Iradier, Álvaro Figueroa y Torres e Manuel García Prieto (27 ottobre 1913-11 giugno 1917), e due volte sotto  Antonio Maura (20 luglio-9 novembre 1918 e 15 aprile-20 luglio 1919). fu forte propugnatore del potenziamento della Armada, e il 7 maggio 1914 presentò una proposta di legge denominata Segunda Ley de Escuadra che dovette essere ritirata allo scoppio della prima guerra mondiale, ma fu rappresentata alla Camera dei Deputati e approvata il 17 febbraio 1915. Essa prevedeva la costruzione di quattro incrociatori leggeri, sei cacciatorpediniere, 28 sommergibili, tre cannoniere, e 18 tra navi costiere e dragamine. Con la stessa legge vennero acquistati all'estero ulteriori 4 sommergibili, uno negli Stati Uniti d'America e tre in Italia, oltre ai piani costruttivi di un altro tipo di sommergibile che fu prodotto nei cantieri nazionali, i sei della Classe B..

## Biografia
Nacque nella casa paterna di Plaza de la Victoria a Archidona, provincia di Malaga, il 27 maggio 1855, figlio di José Luciano Miranda y Almohalla, medico chirurgo e ginecologo e di Juana Godoy Alcántara,  appartenente a un'illustre famiglia della città natale. Si arruolò nella Real Armada Española entrando nella prima promozione degli aspiranti nell'Escuela Naval Flotante, sita allora sulla vecchia fregata Asturias di stanza a Ferrol e di cui direttore era il capitano di vascello Victoriano Sánchez Barcáiztegui, nel 1871, divenendo guardiamarina di 2ª classe il 16 aprile 1872 e guardiamarina di 1ª classe nel 1875. Prestò inizialmente servizio sulla fregata corazzata Vitoria assegnata alla Escuadra del Mediterraneo.  A Rosas, la fregata Vitoria si separò dalla squadra naval per dirigersi verso i porti del nord della Spagna, imbarcando Sua Maestà il Re Amedeo I. Il 20 dicembre 1873, per ordine reale si imbarcò sulla fregata Concepción al fine di effettuare un viaggio didattico a Manila (Isole Filippine). Partita da Cartagena il 25, passò il canale di Suez e dopo aver toccato porti come Punta de Gades e Singapore, arrivò a Manila il 30 aprile 1874, rientrando in Spagna attraverso il Capo di Buona Speranza, arrivando a Cadice il 18 dicembre.
Continuò la sua formazione nelle seguenti navi, le  fregate Zaragoza, Vitoria, Blanca e Navas de Tolosa, e i piroscafi León e Colón.  Nel maggio 1876 effettuò l'esame per divenire ufficiale, dopo di che, per regio ordine del 27 maggio, fu promosso alfiere, imbarcandosi sulla fregata corazzata Numancia, dopo una licenza regolamentare a Malaga. L'8 novembre la nave partì per L'Avana, con un contingente di truppe, arrivando a detto porto il 12 dicembre. A l'Avana si ammalò e fu costretto a tornare a Ferrol, dove gli fu concesso un congedo per malattia fino al 12 giugno 1877.
Con regio decreto del 30 luglio 1883 fu promosso tenente di vascello e il 12 agosto fu nominato professore presso l'Escuela Naval Flotante di Ferrol dove pubblico due libri, Lecciones de cálculo infinitesimal e Principios Generales de Mecánica. Il 17 aprile 1884 sposò Dolores Noguerol y Zavala, e da questo matrimonio nacquero due figlie, Carmen e Dolores. Insieme a Venencio Peréz Machado e Ramón Estrada fondò il Collegio di marina dove rimase per diversi anni, ed insegnò per otto corsi.
Dopo aver lasciato l'incarico di insegnante, divenne soprannumerario, su sua richiesta, dove rimase fino al 1892, quando fu nominato vicecomandante della torpediniera Rápido, assumendo poi quello dell'incrociatore torpediniere Galicia, ritornando infine all'insegnamento presso la Scuola dei macchinisti di Ferrol, dove dimostrò ancora una volta le sue doti scientifiche, dando grande impulso alla modernizzazione e all'aggiornamento di detta Scuola. Il 22 aprile 1893 sposò in seconde nozze Francisca Maristany y Maristany, che gli diede altri quattro figli.
Nel 1898 fu nominato comandante della stazione navale dell'isola di Corregidor, nelle Filippine, dove lo colse lo scoppio della guerra ispano-americana. Dopo l'esito negativo della battaglia di Cavite, in cui le navi americane dell'ammiraglio George Dewey distrussero la squadra spagnola dell'ammiraglio Patricio Montojo y Pasarón,  il pomeriggio successivo, 2 maggio 1898, due incrociatori apparvero davanti all'isola del Corregidor; uno di loro, il Raleigh, mandò a terra una barca con la missione di riportare a bordo il comandante militare e il governatore dell'isola. Una volta a bordo il comandante del Raleigh gli chiese, per ordine del suo ammiraglio, la capitolazione cosa che avvenne dopo alcune trattative. Nonostante l'accordo, pochi giorni dopo, il quartier generale del governatore e tutti i punti strategici dell'isola furono bombardati, per cui venne costretto a ordinare l'immediata evacuazione.
Non riuscì a raggiungere il suo obiettivo perché la mattina del 10 fu fatto prigioniero dall'ammiraglio Dewey e trasferito sull'incrociatore Baltimore, ma nonostante ciò, Dewey non poté impedirgli di ordinare al capitano della fanteria di marina, Tomás Barandiarán, di ordinare l'immediata evacuazione del governatore, il cui ordine non fu contrastato dagli americani che si accontentarono di tenere a bordo il loro prigioniero. Una volta sul Baltimore elevò le dovute proteste per il comportamento tenuto dagli americani, venendo liberato il 12 maggio 1898 quando fu sbarcato sulla costa di Mariveles, da dove riuscì a raggiungere Manila in pessime condizioni di salute, per cui dovette essere rimpatriato, l'11 gennaio 1899, arrivando a Barcellona, a  bordo del piroscafo postale León XIII, l'11 febbraio dello stesso anno. Sottoposto a commissione d'inchiesta per ciò che era accaduto a Corregidor, fu assolto da ogni imputazione.
Tra il 1901 e il 1906, in qualità di tenente comandante, ricoprì l'incarico di vicecomandante della Commissione Idrografica a bordo dell'Urania, partecipando molto attivamente alla stesura delle carte nautiche sulla costa cantabrica. Dopo questa campagna idrografica, prese il comando della cannoniera María de Molina con la quale effettuò un'intensa campagna sulle coste africane, da Casablanca a Melilla. Già promosso capitano di fregata nel 1905, fu secondo in comando sugli incrociatori corazzati Princesa de Asturias e Cardinal Cisneros.
Con regio decreto del 18 aprile 1910 fu promosso capitano di vascello, e come primo incarico ricevette quello di studiare le basi e i regolamenti per l'Accademia Navale, iniziando un viaggio di istruzione in Italia, Austria, Germania e Inghilterra, il 20 giugno, per studiare i sistemi di insegnamento nelle Accademie navali di quei paesi. I relativi rapporti, frutto degli studi effettuati, furono pubblicati sulle riviste della Marina dell'epoca e servirono per redigere i programmi e i piani di studio della futura Scuola Navale di San Fernando (Cadice).
Il 9 febbraio 1911 assunse il comando dell'incrociatore protetto Reina Regente, che il 19 giugno, nel porto di Portsmouth, rappresentando la Spagna all'incoronazione del re Giorgio V. Durante i mesi di luglio e agosto la nave fu incaricata di scortare lo yacht reale Giralda che trasportava a bordo Sua Maestà il re Alfonso XIII.
La guerra tra Turchia e Lega Balcanica (Grecia, Bulgaria, Serbia e Montenegro) del 1912 fece riunire nel Bosforo una potente squadra navale internazionale, cui la Spagna partecipò con l'incrociatore Reina Regente. Nel 1913 fu promosso contrammiraglio, e il 27 ottobre fu nominato Ministro della marina nel governo conservatore presieduto da Eduardo Dato Iradier.
Si recò alle Cortes per richiedere l'autorizzazione alla costruzione di un nuovo incrociatore, dato che il programma navale del 1908 era in avanzato stato di attuazione. Un malinteso tra la parola di tipo scout, da lui pronunciata, e tipo scuola percepita dai presenti, gli consentì di ottenere i voti necessari alla realizzazione dell'incrociatore leggero Reina Victoria Eugenia.  Con Regio Decreto del 30 marzo 1914 re Alfonso XIII lo nominò senatore a vita e Consigliere di Stato.
Il 7 maggio 1914 presentò la proposta di legge denominata Segunda Ley de Escuadra dovette essere ritirata allo scoppio della prima guerra mondiale, ma fu rappresentata alla Camera dei Deputati e approvata il 17 febbraio 1915 prevedendo la costruzione di quattro incrociatori leggeri, sei cacciatorpediniere, 28 sommergibili, tra cannoniere, e 18 tra navi costiere e dragamine. Con la stessa legge vennero acquistati all'estero ulteriori 4 sommergibili, uno negli Stati Uniti d'America e tre in Italia, oltre ai piani costruttivi di un altro tipo di sommergibile che fu prodotto nei cantieri nazionali, i sei della Classe B. Promosso viceammiraglio il 23 settembre 1915, divenne ammiraglio il 4 luglio 1919. Ricoprì l'incarico di Ministro della marina sotto cinque governi presieduti da Eduardo Dato Iradier, Álvaro Figueroa y Torres e Manuel García Prieto (27 ottobre 1913-11 giugno 1917), e due volte sotto  Antonio Maura (20 luglio-9 novembre 1918 e 15 aprile-20 luglio 1919).
Lasciato il dicastero della marina, re Alfonso XIII gli chiese di formare un governo sotto la sua presidenza, ma dovette rinunciare a causa delle sue cagionevoli condizioni di salute. Per questo subì un intervento chirurgico, cui seguirono alcune complicazioni postoperatorie che lo portarono alla morte, avvenuta all'ospedale di Santiago de Compostela il 28 aprile 1920. Fu successivamente sepolto nel cimitero di San Isidro a Madrid il 1º maggio di quell'anno. Su proposta della famiglia, il 17 settembre 2002 le spoglie mortali dell'Ammiraglio Augusto Miranda y Godoy furono trasferite ed inumate nel Panteón de Marinos Ilustres di San Fernando, Cadice, mentre la marina aveva onorato la sua memoria erigendo in suo onore un monumento presso la base navale di Mahón, da lui creata, e gli ha intitolato un cacciatorpediniere.

## Pubblicazioni
- Lecciones de cálculo infinitesimal, Imprenta de Fortanet, Madrid, 1888.
- Mecánica racional y aplicada. Principios Generales de Mecánica, Est. Tipográfico de Ricardo Pita, Ferrol, 1889.
- Proyecto de Bases para la educación y enseñanza de los oficiales del Cuerpo General de la Armada, Revista General de Marina (RGM), Madrid, septembre 1991.

### Annotazioni
1. ↑  La coppia ebbe altri due figli, Luciano, che intraprese la carriera militare in marina, e Francisco, deceduto in giovane età.
2. ↑  Quest'opera ottenne il premio dell'Accademia delle Scienze di Francia a Parigi, mentre entrambe furono adottate (22 marzo 1887 e 14 luglio 1889) come testi presso le scuole della Armada e nelle accademie militari di Spagna e delle Americhe.
3. ↑  Di questo programma vennero realizzati gli incrociatori Príncipe Alfonso, Almirante Cervera, Blas del Lezo e Méndez Núñez, tre cacciatorpediniere della classe Alsedo.

### Fonti
1. 1 2 3 4 5 6 7 8 9 10 11 12  Todoavante.
2. 1 2 3  Menorca.
3. 1 2 3 4 5 6 7 8 9 10 11 12 13 14 15 16 17 18 19 20 21 22 23  Real Academia de la Historia.
4. ↑  Che prevedeva la costruzione di due navi da battaglia, due incrociatori leggeri e sei sottomarini.